# Tranøya (Fitjar)
Ne doit pas être confondu avec Tranøya.
Tranøya est une île dans le landskap Sunnhordland du comté de Vestland. Elle appartient administrativement à Fitjar.

## Géographie
Rocheuse et en grande partie désertique, elle s'étend sur environ 3,194 km de longueur pour une largeur approximative de 1,278 km.